# 런던의 늑대 인간 (1981년 영화)
《런던의 늑대 인간》(영어: An American Werewolf in London)은 영국에서 제작된 존 랜디스 감독의 1981년 코미디 공포 영화이다. 데이비드 노턴, 제니 애거터, 그리핀 던 등이 출연하였고, 조지 폴지 주니어 등이 제작에 참여하였다.

## 출연
- 데이비드 노턴
- 제니 애거터
- 그리핀 던
- 존 우드바인
- 돈 매킬럽
- 프랭크 오즈
- 폴 켐버
- 마이클 카터
- 브라이언 글러버
- 릭 메이올
- 라일라 케이
- 데이비드 스코필드

## 기타 제작진
- 배역: 데비 맥윌리엄스
- 미술: 레슬리 딜리
- 의상: 데버라 너둘먼
- 특수 효과: 릭 베이커